# Léo Slemett
Léo Slemett, né le 16 juin 1993 à Chamonix, est un skieur freeride français.
Il remporte le Freeride World Tour en 2017.
Le 10 février 2021, il révèle avoir été pris dans une avalanche, lors d'une session d'entraînement quatre jours auparavant, à Verbier, en Suisse. Au moment de l'accident, il est entouré de Florian Bruchez, d'Alex Chabod et de Jérémie Heitz, tous également skieurs freeride professionnels,.